# 默里鎮區 (密蘇里州格林縣)
默里鎮區（英語：Murray Township）是位於美國密蘇里州格林縣的一個行政鎮區。

## 地方資料
默里鎮區的面積為70.69平方千米，皆為陸地。根據2020年美國人口普查的數據，當地共有人口7761人，而人口密度為每平方千米109.79人。